# Sharon Strauss
Sharon Y. Strauss (* 1956 in New York City) ist eine US-amerikanische Biologin (Populationsbiologie, Evolutionsbiologie, Ökologie) und Hochschullehrerin an der University of California, Davis.
Sie studierte Biologie an der Harvard University mit dem Bachelor-Abschluss 1978 und Ökologie an der University of Minnesota mit dem Master-Abschluss 1984. Sie wurde 1988 an der Florida State University in Biologie promoviert. Sie ist Professorin für Evolution und Ökologie an der University of California, Davis.
Strauss befasst sich mit ökologischen und evolutionären Folgen der Wechselwirkung vieler Arten untereinander und der Dynamik öko-evolutionärer Rückkopplungen in der Formung ökologischer Gemeinschaften und Arteigenschaften. Sie forschte über ökologische und evolutionäre Antworten von Pflanzengemeinschaften auf invasive Arten und zeigte, wie ko-evolutionäre Rückkopplungen genetische und Arten-Vielfalt in Pflanzengemeinschaften erhalten können. Sie zeigte das phylogenetische Verwandtschaft dazu führte, dass sie evolutionäre Vorteile dadurch erhalten, dass sie gemeinsame ökologische Nischen einnehmen. Invasive Arten sind dagegen häufig solche, die mit den Hauptpflanzen im Habitat nicht phylogenetisch verwandt sind. Außerdem zeigte sie, wie Bestäuber und Pflanzenfresser wechselwirken und direkte und indirekte Auswirkungen auf die Pflanzen-Fitness haben und Eigenschaften wie Resistenz und Toleranz bewirken.
Sie befasste sich in Feldstudien mit Kreuzblütlern und ihrem Habitat und der nordkalifornischen Küstenprärie um die Bodega Bay.
In jüngster Zeit (2020) befasst sie sich damit, ihre Erkenntnisse über Ökologie und Evolution auf die Menschheit anzuwenden und weiter bekannt zu machen, wie globale Prozesse die lokale (menschliche) Bevölkerung beeinflussen und wie entfernte Vorgänge weitreichende Konsequenzen haben können (Fischfang, Ernteerträge, globaler Klimawandel, Migration bei Mensch und Tier, Antibiotikaresistenz, Krankheitserreger, Zuführung wichtiger Nährstoffe im Amazonasbecken und den Meeren durch Wüstenstaub aus Sahara und Gobi u. a.). Außerdem arbeitet sie an einem langfristigen Zensus von Schmetterlingen, Pflanzen und Vögeln in Europa und den USA.
2020 erhielt sie den Sewall Wright Award und 2009 den Mercer Award der Ecological Society of America. Sie ist Fellow der California Academy of Sciences (2009), der Ecological Society of America (Senior Fellow)  und der American Academy of Arts and Sciences (2015). 2022 wurde sie Mitglied der National Academy of Sciences. 2002/03 war sie Chancellor’s Fellow der University of California, Davis.

## Schriften (Auswahl)
- Herausgeberin mit Susan Mopper: Genetic Structure and Local Adaptation in Natural Insect Populations: Effects of Ecology, Life History, and Behavior, Springer 1998
- mit A. Agrawal: The ecology and evolution of plant tolerance to herbivory, Trends in Ecology & Evolution, Band 14, 1999, S. 179–185
- mit J. Rudgers, J. Lau, R. E. Irwin: Direct and ecological costs of resistance to herbivory, Trends in Ecology & Evolution, Band 17, 2002, S. 278–285
- mit Jennifer Lau, Scott Carroll: Evolutionary responses of natives to introduced species: what do introductions tell us about natural communities ?, Ecology Letters, Band 9, 2006, S. 357–374
- mit R. A. Lankau: Mutual feedbacks maintain both genetic and species diversity in a plant community, Science, Band 317, 2007, S. 1561–1563.
- mit N. I. Cacho: Occupation of bare habitats, an evolutionary precursor of soil specialization in plants, Proc. Nat. Acad. Sci. USA, Band 111, 2014, S. 15132–15137.
- mit Scott Carroll, Bruce Tabashnik u. a.: Applying evolutionary biology to address global challenges, Science, Band 346, 2014, Nr. 6207
- Ecological and evolutionary responses in complex communities: implications for invasions and eco-evolutionary feedbacks, Oikos, Band 123, 2014, S. 257–266.
- mit B. Anacker u. a.: Phylogenetic conservatism in plant-soil feedback and its implications for plant abundance, Ecology Letters, Band 17, 2014, S. 1613–1621
- mit B. L. Anacker: Ecological similarity is related to phylogenetic distance between species in a cross-niche field transplant experiment, Ecology, Band 97, 2016, S. 1807–1818.